# Bà Điểm
Bà Điểm là một xã thuộc Thành phố Hồ Chí Minh, Việt Nam.

## Địa lý
Xã Bà Điểm nằm ở phía nam huyện Hóc Môn, có vị trí địa lý:
- Phía đông giáp Quận 12
- Phía tây giáp xã Xuân Thới Thượng và xã Trung Chánh
- Phía nam giáp huyện Bình Chánh và quận Bình Tân
- Phía bắc giáp xã Xuân Thới Đông.

Xã có diện tích 7,05 km², dân số năm 2021 là 96.388 người,  mật độ dân số đạt 13.672 người/km².

## Lịch sử
Dưới thời nhà Nguyễn, địa bàn xã Bà Điểm hiện nay gần tương ứng với làng Tân Thới Nhứt (Tân Thới Nhất) thuộc tổng Bình Thạnh Hạ, huyện Bình Long, phủ Tân Bình, tỉnh Gia Định. Khi Trương Định khởi binh chống Pháp (1859 – 1864), nghĩa quân đặt trạm liên lạc ở vùng này, tại nhà bà lão tên "Điểm" nên thôn Tân Thới Nhứt còn có tên gọi là Bà Điểm.
Năm 1911, chính quyền thực dân Pháp đặt tổng Bình Thạnh Hạ thuộc quận Gò Vấp mới thành lập, làng Tân Thới Nhứt từ đó thuộc quận Gò Vấp.
Tuy nhiên, vào năm 1955, chính quyền Việt Nam Cộng hòa sáp nhập tổng Bình Thạnh Hạ vào quận Hóc Môn và đổi tên thành tổng Long Bình. Sau năm 1956, các làng được gọi là xã, Tân Thới Nhứt là một xã thuộc quận Hóc Môn.
Sau năm 1975, xã Tân Thới Nhất thuộc huyện Hóc Môn, Thành phố Hồ Chí Minh.
Ngày 27 tháng 8 năm 1988, Hội đồng Bộ trưởng ban hành Quyết định 136-HĐBT. Theo đó, tách 686 ha diện tích tự nhiên và 20.978 người của xã Tân Thới Nhất (gồm 6 ấp Tiền Lân, Trung lân, Hậu Lân, Tây Bắc Lân, Nam Lân và Đông Lân) để thành lập xã Bà Điểm.